# Las mocedades del Cid

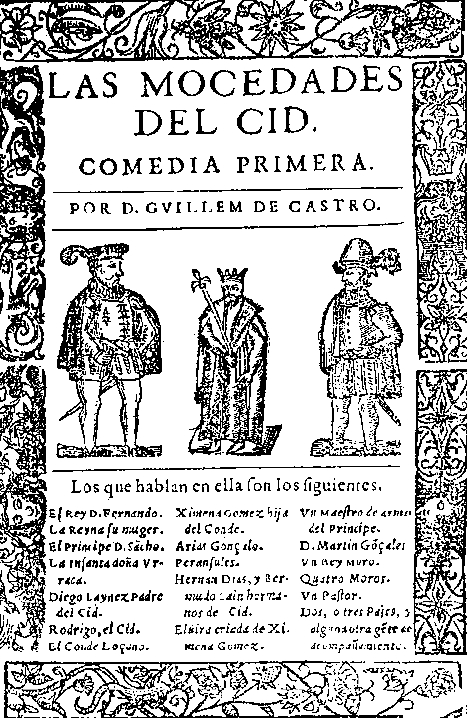
Portada de Las mocedades del Cid.

Las mocedades del Cid es una obra teatral escrita por Guillén de Castro entre 1605 y 1615 de carácter histórico-legendario, inspirada en el ciclo de romances sobre el Cid, cuyo tema principal es la gestación del héroe desde su mocedad hasta el máximo encumbramiento como gran guerrero, buen vasallo, perfecto cristiano y amante e hijo ejemplar.
Ha sido considerada tradicionalmente por la crítica como la obra cumbre de Guillén de Castro. La intriga desciende de una cadena que conecta la épica tardía de las Mocedades de Rodrigo y las crónicas alfonsíes con el romancero y de ahí se refunde en la tradición dramática de utilizar las leyendas históricas para crear un teatro nacional, labor que se debe tanto a Lope de Vega como a Guillén de Castro. Las mocedades del Cid representa ejemplarmente esta refundición de materiales legendarios, cronísticos y del romancero en la dramaturgia del Siglo de Oro.
Esta obra gozó de difusión universal gracias a la versión que de ella hizo Pierre Corneille en Le Cid en 1636. El dramaturgo francés sigue de cerca la trama de Las mocedades, traduciendo versos enteros del autor español. La tragedia de Corneille ha sido el punto de partida de posteriores recreaciones literarias, musicales y fílmicas.

## Sinopsis

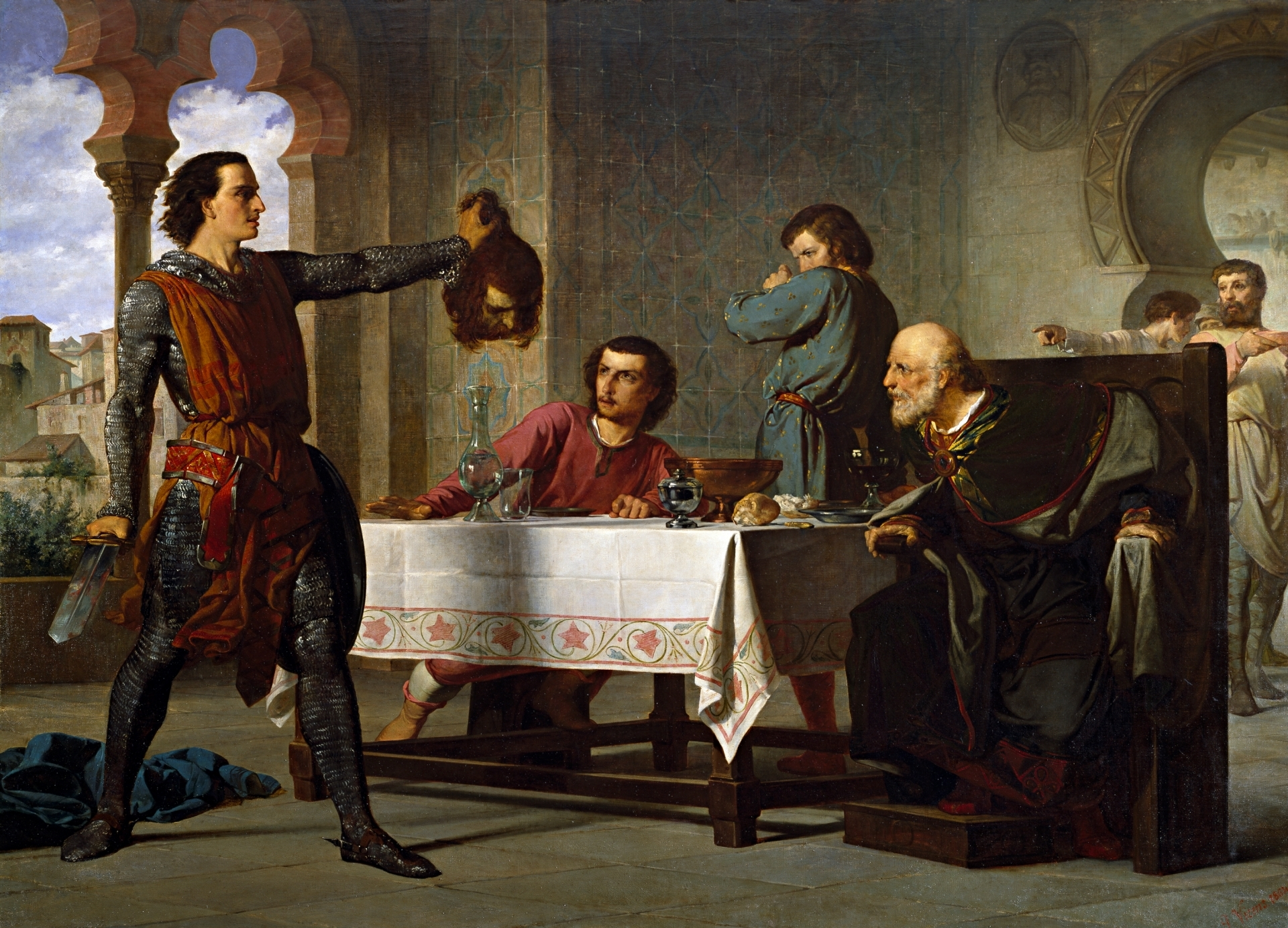
La primera hazaña del Cid obra de Juan Vicens Cots. En ella Rodrigo presenta a su padre Diego Laínez la cabeza del Conde Lozano. El tono de la escena sería inimaginable en el Siglo de Oro.

Rodrigo, admirado por la infanta Urraca y doña Jimena, es armado caballero con todos los honores por el rey Fernando I de Castilla. Poco después, el ya anciano padre de Rodrigo, Diego Laínez, sufre la afrenta deshonrosa de una bofetada por parte del arrogante conde Lozano, padre de Jimena. Diego Laínez pide a su hijo que limpie su honra matando al conde Lozano. El joven Rodrigo lo hace, con lo que arruina la posible unión con Jimena, pese a que ambos se saben enamorados. 
Rodrigo va a casa de Jimena y le ruega que le quite la vida vengando con ello a su padre, pero la joven es incapaz de hacerlo. Sin embargo, la influencia de Jimena ante el rey provoca que Rodrigo sea castigado y parte a buscar fortuna ganando batallas ante cuatro reyes moros, que lo reconocen como «mio Cid», esto es «mi señor». Uno de los reyes musulmanes es enviado como heraldo ante el rey de Castilla y el propio Fernando I adopta para el Cid este apelativo.
Continúa Jimena pidiendo castigo para el Cid y sus quejas se expresan con los versos del «romance de doña Lambra», plagado de imágenes líricas que comparan al Cid con un gavilán y a ella con una paloma. Mientras tanto el Cid ha emprendido peregrinación a Santiago, a quien ofreció sus victorias. En una escena en la que el de Vivar aparece con un rosario en la mano es puesto a prueba por un leproso que al cabo resulta ser san Lázaro. El santo le insufla su aliento divino y predice su futuro como héroe invicto y ganador de batallas después de muerto. El mismo Lázaro le ordena volver ante el rey por un asunto urgente, pues el rey de Aragón ha enviado a su campeón para defender en combate singular la plaza de Calahorra. El vencedor de la justa obtendrá, además, la mano y dote de Jimena. El Cid vence y se consuma la unión con Jimena y el encumbramiento del héroe castellano.

## Estructura
| Acto I                                                                    | Acto II                                                                                | Acto III |
| ------------------------------------------------------------------------- | -------------------------------------------------------------------------------------- | --- |
| Rodrigo es armado caballero con todos los honores (v v. 1-129)            | Quejas de Jimena pidiendo justicia al rey ( v v. 866-1037)                             | Urraca renuncia al amor del Cid y se queja de su hermano Sancho al rey (v v. 1821-1926)                       |
| Consejo real. Afrenta del conde Lozano a Diego Laínez (v v. 130-305)      | Rodrigo va a casa de Jimena y le ofrece su cabeza (v v. 1038-1208)                     | Carta del rey de Aragón por la disputa de Calahorra (v v. 1917-1972)                                          |
| Diego Laínez pide a Rodrigo que limpie su honra mancillada (v v. 306-517) | Diego Laínez reúne una mesnada y Rodrigo parte a ganar cinco batallas (v v. 1209-1284) | Tercera queja de Jimena que ordena pregonar que se casará con quien traiga la cabeza del Cid (v v. 1973-2114) |
| Monólogo de Rodrigo (v v. 518-585)                                        | Galanteo de Rodrigo y Urraca en la casa de campo (v v. 1285-1428)                      | El Cid peregrino a Santiago. Encuentro con el leproso/san Lázaro (v v. 2115-2358)                             |
| Rodrigo mata al conde Lozano (v v. 586-865)                               | Victoria sobre cuatro reyes moros (v v. 1429-1516)                                     | Consejo real sobre la disputa de la plaza de Calahorra (v v. 2359-2458)                                       |
|                                                                           | Premonición de su propia muerte del infante Sancho (v v. 1517-1626)                    | Desafío de Martín González, embajador del rey de Aragón (v v. 2459-2718)                                      |
|                                                                           | Embajada de los reyes moros vasallos del Cid al rey Fernando (v v. 1627-1712)          | Reparto del reino entre los infantes (v v. 2719-2894)                                                         |
|                                                                           | Segunda queja de Jimena al rey y destierro del Cid (v v. 1713-1820)                    | Desenlace. Llega el Cid, vence a Martín González y se casa con Jimena. (v v. 2894-3004)                       |

### Épica y crónicas
La génesis de las leyendas desarrolladas en torno a las mocedades o juventud del Cid están atestiguadas al menos desde la segunda mitad del siglo XIII en alusiones al héroe de crónicas medievales que tratan del reinado de Fernando I el Magno desde época alfonsí.
El primer relato completo de una leyenda ya conformada, no obstante, aparece a comienzos del siglo XIV y de él dan testimonio la Crónica de Castilla (o Crónica de los reyes de Castilla) y la Crónica de 1344. Este material narrativo no se basa en crónicas anteriores, sino que son la prosificación de una cantar de gesta perdido conocido como *Gesta de las mocedades de Rodrigo y su datación se sitúa hacia 1300. Posteriormente refundido por un clérigo da lugar en 1360 a las Mocedades de Rodrigo, del que conservamos 1164 versos.
Sin embargo los escritores del Siglo de Oro no conocieron las crónicas ni los cantares de gesta, que no tuvieron difusión escrita hasta los comienzos de la Filología en el siglo XIX. La recepción de las mocedades del joven Rodrigo se debe a refundiciones de crónicas impresas en el siglo XVI y al romancero, tanto viejo como nuevo.
Entre las compilaciones de crónicas impresas que contienen la materia cidiana destaca la Crónica particular del Cid, impresa en Burgos en 1512 y que se basa en el relato que ofrece la Crónica de Castilla, que a su vez está tomado, en lo que respecta a la juventud del héroe, de la *Gesta de las mocedades de Rodrigo perdida. Esta crónica tuvo varias ediciones en el siglo XVI. Se presenta como un relato unitario que unifica una biografía del Cid a partir de esta crónica y reconstruye todas las etapas legendarias de su vida: las mocedades de Rodrigo, para el periodo de formación con Fernando I; la etapa del cerco de Zamora, para su servicio como alférez en la corte de Sancho II de Castilla y las refundiciones cronísticas a partir del periodo narrado en el Cantar de mio Cid para la madurez del héroe. Otra crónica impresa muy reeditada —diecinueve veces entre 1494 y 1618— es la Crónica popular del Cid, basada en un compendio de crónicas titulado Crónica de España abreviada, de mosén Diego de Valera.
El otro texto cronístico de importancia en la difusión de la leyenda del Cid es la Crónica de España (1541), del cronista real Florián de Ocampo, llamada por ello también Crónica ocampiana. Se trataba de una prolija compilación de crónicas que en la época se consideraba directamente redactada por Alfonso X, por lo que se le daba gran credibilidad. Su versión de las mocedades coincide casi en todo con la de la Crónica particular del Cid.
Caso distinto es el de la presencia en la obra guilleniana del poema épico culto renacentista de Diego Jiménez de Ayllón Los famosos y heroicos hechos del invencible y esforzado caballero, honra y flor de las Españas, el Cid Ruy Díaz de Vivar, publicado en 1568 y reeditado en 1579, conocido como Los famosos hechos del Cid o simplemente, Los hechos del Cid; un poema ariostesco y caballeresco escrito en octavas reales. Algunas situaciones de la comedia de Guillén de Castro remiten a episodios análogos de Los famosos hechos del Cid, sobre todo en los ámbitos palaciegos del conflicto entre Rodrigo y el Conde.

### Romances
Desde el siglo XIII, como se dijo, se atestigua la gestación de noticias, dichos y leyendas en torno a la juventud de Rodrigo, material que luego se ha denominado como «mocedades del Cid». Se trataba de colmar las lagunas existentes en la formación y primeros pasos del héroe. Las noticias sobre esta etapa aparecen en la Primera crónica general de Alfonso X y en la Crónica de veinte reyes, donde se dice refiriéndose a Fernando I de Castilla:

Este fue el primero rey que don Fernando oviese nombre e fue llamado por sobrenombre Magno [...] e aun llámanle en las cançiones par de emperador.

Este texto de la Crónica de veinte reyes atestigua cómo en el siglo XIV existe el cantar de gesta perdido (*Gesta de las mocedades) y quizá los primeros romances que se disgregaron de él y a uno y a otros se podría aludir con «en las cançiones».
En todo caso, lo cierto es que el principal medio difusor de la leyenda de las mocedades del Cid en los siglos XVI y XVII es el romancero, que se propagaba oralmente, en pliegos sueltos (la llamada «literatura de cordel») y en cancioneros y romanceros impresos.
Las colecciones impresas de romances sobre el Cid buscaban unificar, basándose en crónicas como la de Florián de Ocampo, los episodios divergentes que sobre la vida del héroe ofrecían los romances tradicionales, y así, Juan de Escobar, publica en 1605 en Lisboa la Historia del muy noble y valeroso caballero el Cid Ruy Díez de Vivar, en romances, en lenguaje antiguo, conocida como Historia y romancero del Cid, que fue la fuente principal de la que se nutre la versión de Las mocedades del Cid de Guillén de Castro.
Los romances que utiliza Guillén de Castro, sin embargo, están tomados de distintas recopilaciones de romances nuevos. Antes de 1551 Lorenzo de Sepúlveda publica en Amberes sus Romances nuevos sacados de historias antiguas de la Crónica de España, basada, como su título indica, en la Crónica de Ocampo. De esta obra parecen proceder elementos de los romances «En Zamora estaba el rey», «Ya se parte don Rodrigo» y «Sobre Calahorra esa villa», insertos por Guillén de Castro en los episodios de la embajada de los reyes moros vasallos del Cid (acto II, vv. 1627-1712), de la romería del Cid a Santiago y del consejo sobre el reto por Calahorra (acto III, vv. 2115-2458) respectivamente. Remite a la recopilación de Juan de Timoneda, por otro caso, el romance «Ese buen Diego Laínez», de donde obtiene el motivo del mordisco del padre al Cid en el dedo para someterlo a una prueba de valor (acto I, vv. 130-305). Por fin, del Romancero general (Madrid, 1600) o de sus fuentes inmediatas deben provenir «Consolando al noble viejo» y «Sentado está el señor rey», fundidos en los episodios del desafío de Rodrigo al conde Lozano (acto I vv. 518-585) y de la segunda queja de Jimena ante el rey Fernando (acto II, vv. 1713-1820). 
Pero la colección que más presente tiene Guillén de Castro es, asimismo, la que con más coherencia romanceaba la biografía del Cid, la citada Historia y Romancero del Cid, de Juan de Escobar que salió publicada en Lisboa en 1605 y en Alcalá de Henares en 1612. El orden cronológico, estructural y causal que adopta esta obra es el mismo (con leves variantes) que el que usa la comedia de Las mocedades del Cid.
En total, al menos doce romances quedan insertos (adaptándolos según las circunstancias) en el desarrollo de la trama de toda la comedia en su primera parte. Cinco en el primer acto («Afuera, afuera Rodrigo», «Cuidando Diego Laínez», «Ese buen Diego Laínez», «Pensativo estaba el Cid» y «Consolando al noble viejo»), cuatro en el segundo («Grande rumor se levanta», «Reyes moros en Castilla», «En Zamora estaba el rey» y «Sentado está el señor rey») y tres en el tercero («En Burgos está el buen rey», «Ya se parte don Rodrigo» y «Sobre Calahorra esa villa»). Todos ellos eran perfectamente identificables por el público, que en esa época conocía bien el romancero, pues se mantienen muchos de sus versos —salvo pequeñas modificaciones— y, sobre todo, el verso inicial o epígrafe, incluso aun cuando no respondía a las necesidades de la representación dramática, como es el caso del «Sentado está el señor rey», pues era evidente que el personaje real aparecía sentado en su trono (véase el verso 1713, ed. de Arata, 1996).

### Teatro
El dramaturgo Juan de la Cueva, en 1579, había representado en Sevilla su obra teatral La muerte del rey don Sancho y reto de Zamora, sobre la etapa de Rodrigo como alférez de Sancho II de Castilla que recrea la Comedia segunda de las mocedades del Cid. 
Entre 1575 y 1580 se escribió la Segunda parte de los hechos del Cid que sí aborda la etapa de la primera comedia de Las mocedades de Guillén. Narra la guerra entre Fernando I y el emperador de Alemania, las quejas de Jimena, el reparto del Reino y la batalla de Golpejera, episodio este último con el que nuestro autor inicia la Segunda comedia. Está dividida en cuatro jornadas y, por las alusiones del texto, había una Primera parte... que dramatizaba la infancia de Rodrigo, la muerte del conde y la victoria sobre cinco reyes moros.
En 1603 aparece publicada Las hazañas del Cid en un volumen atribuida a Lope de Vega, pero en realidad de autor desconocido. Se centra en la toma de Valencia y la muerte del héroe.
Todas ellas se basan en una mera yuxtaposición de episodios que no llegan a construir una auténtica intriga. Si Guillén de Castro conoció estas obras debieron servirle como ejemplo para superar.

## Análisis
De carácter histórico-legendario ha sido considerada tradicionalmente por la crítica como la obra cumbre de Guillén de Castro. La intriga desciende de una cadena que conecta la épica tardía de las Mocedades de Rodrigo y las crónicas alfonsíes con el romancero y de ahí se refunde en la tradición dramática de utilizar las leyendas históricas para crear un teatro nacional, labor que debemos tanto a Lope de Vega como a Guillén de Castro. Las mocedades del Cid representa ejemplarmente esta refundición de materiales legendarios, cronísticos y del romancero en la dramaturgia del Siglo de Oro.
La obra gozó de difusión universal gracias a la versión que de ella hizo Pierre Corneille en Le Cid en 1636. Corneille reproduce la trama sin apenas cambios, plagiando versos enteros del autor español. La tragedia francesa ha sido el punto de partida de posteriores recreaciones literarias y fílmicas.
Tradicionalmente la crítica ha postulado dos interpretaciones de la obra. La primera postura, heredada de la crítica francesa y de la romántica, considera que el núcleo que la estructura es la pasión amorosa entre Rodrigo y Jimena y el conflicto con el honor que impide que se desarrollen estos amores. Matiza esta visión Joaquín Casalduero para quien «el conflicto entre el amor y honor sirve de base al tema de la obra: lo que cuesta ser noble».
La segunda, más habitual entre la crítica hispánica reciente, está representada por Ruiz Ramón, para quien el eje central es el realce del Cid como héroe ejemplar y no el conflicto amor-honra entre este y Jimena. 
Sebold, por su parte, en un artículo de 1968 ve la obra como una hagiografía contrarreformista en paralelo constante con el episodio bíblico de David y Goliat y llega a considerar toda la comedia como una reinterpretación «a lo divino» de esta leyenda del Antiguo Testamento (Libro primero de Samuel, 17), basándose en lo axilar del episodio del «gafo» o leproso, que al cabo resulta ser san Lázaro.
En Las mocedades del Cid de Guillén de Castro el triángulo amoroso en el que Jimena y Urraca compiten por el amor de Rodrigo (tema central en Corneille) queda muy pronto difuminado ante la renuncia de Urraca a luchar por el amor del Cid. En Guillén el tema central es la gestación del héroe castellano, que es exaltado desde el principio por el rey y la corte y posteriormente supera todas las pruebas a las que se ve abocado con honor y virtud. La entereza del héroe (y también de Jimena) y la nobleza de sus valores y actos es lo que destaca por encima de todo, pues el Cid es buen hijo, buen vasallo, excelente guerrero y perfecto cristiano.
También se realza la autoridad del monarca Fernando I, ya maduro y experto, y el nacimiento y consolidación del destino de Castilla. El rey debe sofocar disturbios entre la nobleza, luchar contra Aragón y los reyes moros y solventar las rencillas internas entre los herederos García, Alfonso, Sancho, Urraca y Elvira, conflictos que serán tratados en la Segunda parte de las mocedades del Cid y que, en vida de Fernando, en la Comedia primera, aparecen larvados.
Jimena, por su parte, es un gran carácter. No pudiendo amar al matador de su padre, sin embargo, le reconoce que había actuado como pedía el desagravio de su honor y no puede actuar contra él, enamorada como está, pese a su valor. La obra explicita que si Rodrigo hubiera evitado vengar la humillación recibida por su padre, también habría perdido la estimación y el amor de Jimena.
La obra contiene abundantes pasajes de gran vigor poético y emocionado lirismo, como se puede apreciar en el monólogo de Rodrigo en que, tras conocer la afrenta sufrida por su padre, se dispone a reparar la ofensa, consciente de la desgracia que en los amores de Jimena tal acto puede ocasionar:

Suspenso, de afligido,
estoy, Fortuna, ¿es cierto lo que veo?
¡Tan en mi daño ha sido
tu mudanza, que es tuya y no la creo!
¿Posible pudo ser que permitiese
tu inclemencia que fuese
mi padre el ofendido, ¡extraña pena!
y el ofensor... el padre de Jimena?
¿Qué haré, suerte atrevida,
si él es el alma que me dio la vida?
¿Qué haré (¡terrible calma!)
si ella es la vida que me tiene el alma?
Mezclar quisiera, en confianza tuya,
mi sangre con la suya,
¿y he de verter su sangre? ¡brava pena!
¿yo he de matar al padre de Jimena?

Mas ya ofende esta duda
al santo honor que mi opinión sustenta;
razón es que sacuda
de amor el yugo, y la cerviz exenta,
acuda a lo que soy; que habiendo sido
mi padre el ofendido,
poco importa que fuese ¡amarga pena!
el ofensor el padre de Jimena.
[...]
Todo es poco, todo es nada
en descuento de un agravio,
el primero que se ha hecho
a la sangre de Laín Calvo.
Las mocedades del Cid, vv. 518-541 y 554-557
ed. de Stefano Arata, Barcelona, Crítica, 1996.

Se unen en Las mocedades del Cid los temas de honor y deber, de amor y razón de estado, en una visión sobre todo exaltadora de las cualidades del héroe, que se manifiestan en un conjunto de actitudes ejemplares para con su rey, su padre, su deber y su amada. Corneille, en cambio, hace hincapié en la intriga amorosa y ve al Cid sobre todo como un galán. La obra ha sido representada con frecuencia en todas las épocas y es la principal responsable de la fama perdurable de Guillén de Castro.
Las mocedades del Cid tiene una continuación titulada frecuentemente Las hazañas del Cid a partir del título Segunda de las hazañas del Cid con que aparece en el índice de su Primera parte de las comedias de don Guillem de Castro (Valencia, Felipe Mey, 1618). Sin embargo Sturgis E. Leavitt opina que debido a que en esta obra el protagonismo recae en Sancho II y Urraca, perdiendo protagonismo Rodrigo, el título no sería adecuado. Esta segunda parte retoma tramas iniciadas en la primera parte de Las mocedades del Cid, como la rivalidad entre los hermanos Urraca y Sancho II y lo narrado en el ciclo legendario del cerco de Zamora, con la muerte a traición de este rey a manos de Vellido Dolfos.

### El Cid como personaje teatral

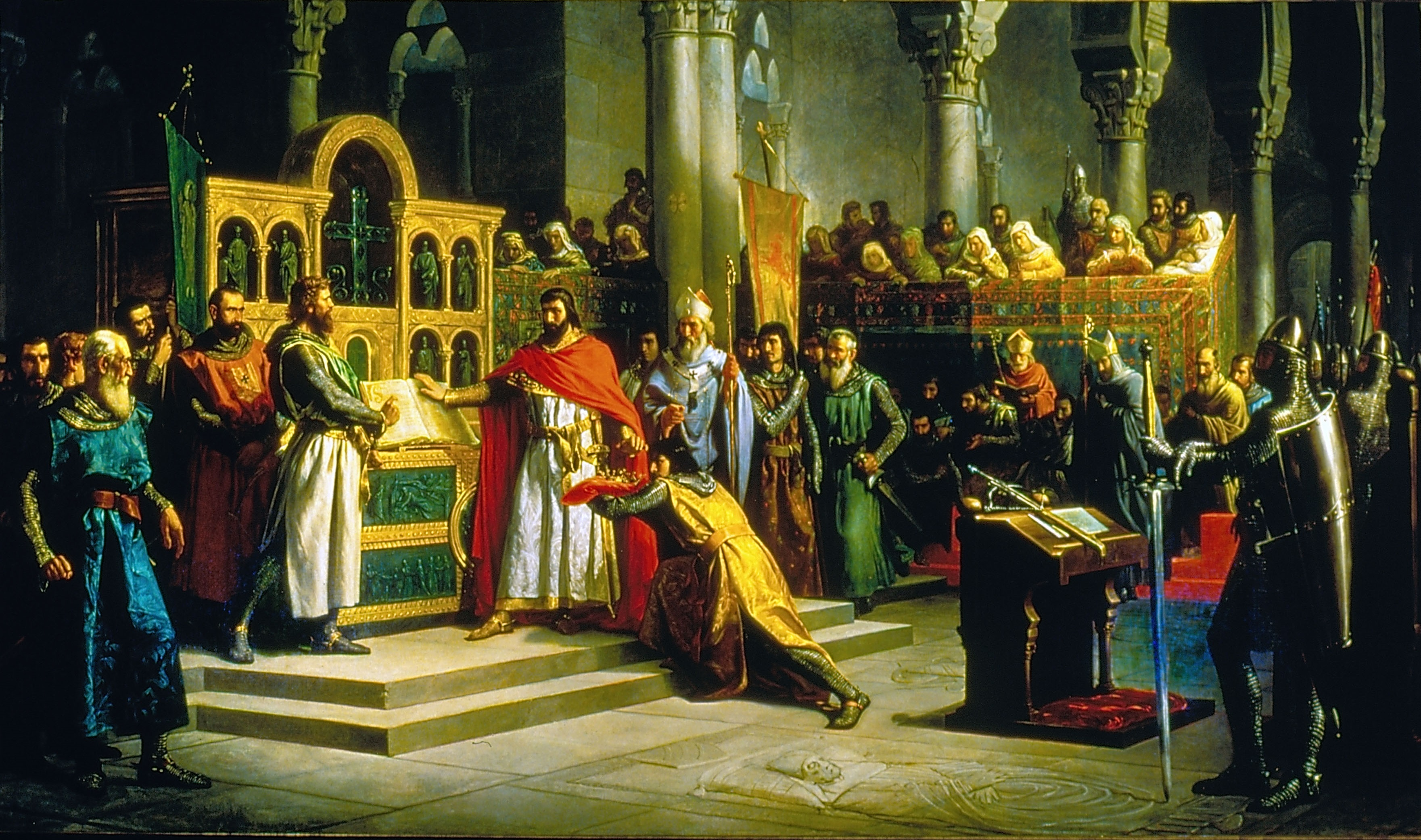
Jura de Santa Gadea, de Marcos Hiráldez de Acosta. 1864. (Palacio del Senado de España, Madrid).

Cuando el Cid sube a las tablas en 1579, con la obra La muerte del rey don Sancho y reto de Zamora de Juan de la Cueva, el romancero había dotado al personaje de matices humanos y cortesanos más allá de la idealización épica de sus hazañas que crónicas y romances conllevaban. Además de sus tradicionales virtudes de fortitudo y sapientia que caracterizaban al valiente guerrero medieval, el Cid va afianzando su característica mesura para llegar a ser un cauteloso y sagaz político al modo en que dibujaban en el Siglo de Oro a un influyente consejero real tratados de filosofía moral desde El príncipe de Maquiavelo hasta El héroe, El político o El discreto de Baltasar Gracián. Ejemplo de esta novedosa psicología para el personaje cidiano es El honrador de su padre, del dramaturgo Juan Bautista Diamante, obra publicada solo dos años después de la muerte de Gracián.
Y también en Guillén de Castro era notable la altura como cortesano político y prudente del Cid, rasgos que se acentúan en la Segunda comedia de las mocedades del Cid. En esta segunda parte el héroe castellano se muestra menos bélico, implicado en los graves conflictos por la sucesión del reino que se dan en la materia del cerco de Zamora, que incluye el legendario episodio de la «Jura de Santa Gadea», sembrando de inquietud la coronación de Alfonso VI y tiñendo de sombras la recientemente conseguida unificación de sus tierras. Este hilo argumental dejaría un cauce abierto a una continuación a partir del inevitable destierro del Cid, que hubiera enlazado con la etapa de madurez del héroe sobre la que versa el Cantar de mio Cid.
Pero no solo bastaba con adoptar los nuevos modelos políticos y cortesanos. Para que el Cid aparezca como personaje de la comedia nueva que triunfa con Lope de Vega debió adaptarse a la tipología del galán de comedia. Guillén lo hace partiendo del conflicto galante establecido por los amores celosos de Urraca y Jimena hacia el héroe, y muestra clara de este carácter es su escena de requiebros y galanura con Urraca asomada al balcón de su casa de campo en los versos 1285 a 1428 del acto segundo de la primera parte de la comedia.
Por último han de recordarse otros rasgos añadidos al personaje central del drama guilleniano, como son su caracterización «a lo divino» como cristiano ejemplar en la escena del gafo/san Lázaro (v v. 2115-2358), una faceta comprensible en la pía mentalidad de la Contrarreforma, aunque ya desde sus más tempranas representaciones los autores teatrales han tendido a suprimir este episodio como ajeno a la cabal comprensión de la obra. No obstante, el estudio de Sebold (1968) promovía esta secuencia y este rasgo como central en la caracterización psicológica del Cid de Guillén de Castro.

## Ediciones

### Ediciones antiguas
- Primera Parte de las comedias de don Guillén de Castro natural de la ciudad de Valencia, Valencia, Felipe Mey, 1618.[17]

PRIMERA PARTE / DE LAS COMEDIAS / DE DON GVILLEM DE CASTRO / NATVRAL DE LA CIVDAD DE VALENCIA. / Las Comedias que van en este libro son las siguientes. / 1. El Perfecto Cauallero. / 2. El Conde Alarcos. / 3. La Humildad soberuia. / 4. Don Quixote de la Mancha. / 5. Las Mocedades del Cid, primera. / 6. Segunda de las hazañas del Cid. / 7. El Desengaño dichoso. / 8. El Conde Dirlos. / 9. Los Mal Casados de Valencia. / 10. El Nacimiento de Montesinos. / 11. El Curioso impertinente. / 12. La de Progne, y Filomena. / Año [escudo] 1618. / CON LICENCIA, / En Valencia, en la Impresión de Felipe Mey, / junto a San Esteuan.
- La fosa [sic] comedia de las mozedades del Zid. Ms. 17168 de la Biblioteca Nacional de España.

Manuscrito de la primera parte de Las mocedades del Cid concebido para uso de compañías teatrales de la época, probablemente del siglo XVII. Contiene indicación del copista «Joanes A. Plaza me escripsit» y anotaciones, enmiendas, tachaduras, versos alterados y escenas suprimidas debido a su uso para la escena.

### Ediciones modernas

#### Ediciones en obras completas y compilaciones
- Comedias de Don Guillén de Castro y Bellvís, 3 vols., ed. Cayetano Alberto de la Barrera, Tomo I, Madrid, 1861. (Comprende las comedias: El nacimiento de Montesinos, El conde Alarcos, El conde de Irlos, El amor constante, El perfecto caballero, Las Maravillas de Babilonia, El nieto de su padre, El pretender con pobreza, Engañarse engañando, La piedad en la justicia, El prodigio de los montes, y Las Mocedades del Cid I y II.)
- Obras de Don Guillén de Castro y Bellvís, ed. Eduardo Juliá Martínez, Madrid, Real Academia Española-Imprenta de la Revista de Archivos, Bibliotecas y Museos, 1925-1927, (Biblioteca Selecta de Clásicos españoles, primera serie). La edición compila 42 comedias, contando con las de probable atribución.
- Obras completas. Vol. I, ed. Joan Oleza, Madrid, «Fundación J. A. Castro» - Akal, 1997.
- Primera Parte de las comedias de Don Guillén de Castro, ed. Carmen Simón Palmer, Madrid, Chadwyck-Healey, 1998 (CD-Rom Teatro Español del Siglo de Oro)].

#### Ediciones sueltas
- Première partie de mocedades del Cid, de Guillén de Castro, ed. Ernest Mérimée, E. Privat, Toulouse, 1890.
- Las mocedades del Cid (dos comedias, Comedia primera y Comedia segunda), ed. Víctor Said Armesto, Madrid, Espasa Calpe, (Clásicos Castellanos, 15), 1962. 1.ª ed. en «La lectura», 1913.
- Las mocedades del Cid, ed. Eduardo Juliá Martínez, Zaragoza, Ebro, 1940 (Biblioteca Clásica Ebro, 16). [reimp. 1942, 1960, 1965, 1970 y 1982].
- Las mocedades del Cid, ed. de Luciano García Lorenzo, Madrid, Cátedra, 1978 (reimpreso varias veces).
- Las mocedades del Cid. Comedia primera, ed., pról. y notas de Stefano Arata, estudio preliminar de Aurora Egido, Barcelona, Crítica, 1996 (Biblioteca Clásica, 59). ISBN 84-7423-767-X

#### Grabaciones
- [Las mocedades del Cid], adaptación, dirección y realización de Juan Guerrero Zamora, Madrid, Dial Discos, D.L., 1981, (Colección Teatro Clásico Español). [Grabación sonora, 2 casetes: estéreo. Es una coproducción de Radio Nacional de España y el Ministerio de Cultura, Secretaría General. Técnica Sonido Dolby].

## Representaciones
Entre las representaciones que se han montado de la obra, puede mencionarse la que en el año 1968 se llevó a afecto en el Teatro Español de Madrid, en versión de José García Nieto y José Hierro, dirigida por Miguel Narros e interpretada por Guillermo Marín, Andrés Mejuto, Berta Riaza, Julieta Serrano, José Luis Pellicena, Agustín González, Ana Belén, José María Guillén y Víctor Valverde.
Volvió a representarse sobre el mismo escenario 29 años después, en versión dirigida por Gustavo Pérez Puig e interpretada por Juan Carlos Naya, Lola Baldrich, Luis Prendes, Arturo López, Manuel Torremocha, Maruchi León y Ana María Vidal.